# Waldemar Korcz
Waldemar Jerzy Korcz (ur. 19 stycznia 1949 w Elblągu) – polski sztangista, wicemistrz świata.

## Kariera
Startował w wadze muszej (do 52 kg) lub koguciej (do 56 kg), choć jego naturalna waga wahała się około 60 kg. Wystąpił w wadze muszej na igrzyskach olimpijskich w Monachium w 1972 roku, ale spalił podrzut i ostatecznie nie został sklasyfikowany. Największy sukces osiągnął w 1975 roku, kiedy podczas mistrzostw świata Moskwie w 1975 roku zdobył srebrny medal w wadze koguciej (było to również wicemistrzostwo Europy). Ma także w swym dorobku brązowy medal mistrzostw Europy z 1972 roku, też w wadze koguciej. Pięć razy był wicemistrzem Polski. Był zawodnikiem Olimpii Elbląg.